# Manoir du Méné
Le manoir du Méné est un édifice situé à Saint-Armel en France.

## Localisation
Le manoir est situé sur le territoire de la commune de Saint-Armel, chemin du Méné, dans le département du Morbihan en région Bretagne.

## Description
Le manoir date des XVIe et XVIIe siècles, édifice à plan allongé, double en profondeur, à quatre travées, à trois pièces par étage, logis construit en moellons de granite, ouvertures de l'étage et corniche des souches de cheminée en tuffeau, toiture à longs pans recouverte d'ardoises, croupes, un étage carré, escalier dans-œuvre tournant à retours avec jour ; colombier en moellons, toit en pavillon.

## Historique
Le logis date probablement du XVIe siècle contenant une cheminée de la deuxième moitié du XVIe siècle, allongé vers l'est, façade entièrement remaniée et toiture modifiée au XVIIIe siècle, la famille Bouczo du Rangouet étant propriétaire ; enclos et colombier du XVIIe siècle.
Le manoir est inscrit à l'inventaire général du patrimoine culturel.